# 性研究期刊
《性研究期刊》（Journal of Sex Research）是是一本經過同行評審的美國性學学术期刊，涵蓋人類性行為和性學領域的研究。它由羅德里奇負責出版，由美國性學研究學會（Society for the Scientific Study of Sexuality）發行。1963年，該學會出版了一期名为《性研究进展》的期刊；《性研究期刊》則于1965年首次出版。現任總編輯是南安普敦大學健康心理學教授辛西亞·葛拉漢（Cynthia A. Graham）。
根據《期刊引证报告》，在2013年，該期刊的影响因子為2.730，在「社會科學，跨學科」（Social Sciences, Interdisciplinary）此一分类中排行2/92 。並在「心理學，臨床」（Psychology, Clinical）此一分类排行26/111 。自2009年以来，该期刊开始被纳入於《性研究年度回顾》中
。

## 外部連結
- 《性研究期刊》在美國性學研究學會的介紹 （英文）